# Železná ruka
Železná ruka (1992, The Iron Hand of Mars) je historický detektivní román anglické spisovatelky Lindsey Davisové. Jde o čtvrtý díl dvacetidílné knižní série, odehrávající se v antickém Římě za vlády císaře Vespasiana. Jejím hlavním hrdinou je soukromý informátor (vlastně soukromý detektiv) Marcus Didius Falco, který je také vypravěčem románu.

## Obsah
Roku 71 dostane Falco od císaře Vespasiana další úkol: odjet do Germánie a dodat XIV. legii (Legio XIV Gemina), ležící u Mogontiaca, novou standartu ve formě dvě stopy dlouhé železné ruky boha Marta. Skutečným Falconovým posláním je ale nalézt ztraceného legáta Munia Luperca, respektive zjistit, zda byl unesen, nebo zda se přidal k vůdcům Batávského povstání, kterými jsou kněžka Veleda a bývalý římský voják Gaius Julius Civilis z pomocných oddílů (auxilia) s legionářským výcvikem.
Falco je tedy nucen absolvovat cestu po Rýně. Setká se s Justinem, bratrem své lásky Heleny, dcery senátora Decima Camilla Vera, který je vojenským tribunem. Je mile překvapen, když zjistí, že je oba Helena přijela navštívit, protože byl přesvědčen, že ji v Římě svádí císařův syn Titus. Následně odhalí korupci, týkající se dodávek hrnčířského zboží legionářům. Pak se vydá s Justinem na nepřátelské území setkat se s Veledou, do které se Justinus zamiluje. Zjistí, že Munius Lupercus byl na cestě k ní z neznámých důvodů zavražděn a že vůdcové povstání si další válku s Římem již nepřejí.

## Adaptace
- Falco: The Iron Hand of Mars (2007), rozhlasová hra, BBC World Radio 4, dramatizace Mary Cutlerová.[2]

## Česká vydání
- Železná ruka (Praha: BB/art 2004), přeložila Alena Jindrová-Špilarová.